# Валхалбен
Валхалбен (њем. Wallhalben) општина је у њемачкој савезној држави Рајна-Палатинат. Једно је од 84 општинска средишта округа Југозападни Палатинат. Према процјени из 2010. у општини је живјело 837 становника. Посједује регионалну шифру (AGS) 7340225.

## Географски и демографски подаци
Валхалбен се налази у савезној држави Рајна-Палатинат у округу Југозападни Палатинат. Општина се налази на надморској висини од 312 метара. Површина општине износи 4,9 km². У самом мјесту је, према процјени из 2010. године, живјело 837 становника. Просјечна густина становништва износи 172 становника/km².